# بليك لازاروس
بليك لازاروس (بالإنجليزية: Blake Lazarus)‏ هو لاعب دوري الرغبي أسترالي، ولد في 9 يونيو 1988 في نيوساوث ويلز في أستراليا.